# Rafeling
Rafeling is een schadeverschijnsel dat optreedt bij asfaltbeton. Asfalt is opgebouwd uit steenslag of grind dat door bitumen bij elkaar gehouden wordt. De steentjes steunen tegen elkaar en dragen zo de krachten van de bovenbelasting af op de ondergrond. Als een steentje loslaat dat valt de steun voor de naastliggende steentjes weg en worden die steentjes slechts door de bitumen bij elkaar gehouden. Als de bitumen niet voldoende houvast biedt dan laten de naastliggende steentjes weg en even later ook de daarnaast gelegen steentjes enzovoort. Dit proces neemt daarna snel toe. 
Er wordt gesproken van rafeling omdat dit proces pas ophoudt bij de rand van het asfalt of bij een sterker stuk asfalt.
Met name bij open asfaltsoorten zoals ZOAB is dit schadeverschijnsel vrij ernstig doordat de bitumen slechts aan een deel van de steentjes hecht omdat er veel holle ruimte in het asfaltmengsel aanwezig is.
Sinds enkele jaren zijn er laboratoriumproeven ontwikkeld om de rafeling van asfaltsoorten te onderzoeken, waaronder de Aachener-Ravelling-Tester (ARTe) en de Rotating Surface Abrasion Test (RSAT).